# Kimphói nemzetközi repülőtér állomás
Kimphói (Gimpói) nemzetközi repülőtér állomás a szöuli metró 5-ös, 9-es, AREX és Kimpho (Gimpo) Goldline vonalának állomása, mely Kangszo-ku (Gangseo-gu) kerületben található. A Kimphói (Gimpói) nemzetközi repülőteret szolgálja ki.

## Viszonylatok
| 5-ös vonal                                   | 5-ös vonal                    | 5-ös vonal                                                                     |
| -------------------------------------------- | ----------------------------- | ------------------------------------------------------------------------------ |
| Kehvaszan (Gaehwasan) Panghva (Banghwa) felé | fő vonal                      | Szongdzsong (Songjeong) Szangil-tong (Sangil-dong) vagy Macshon (Macheon) felé |
| 9-es vonal                                   |                               |                                                                                |
| Kehva (Gaehwa) végállomás felé               | személyvonat                  | Repülőtéri piac Veteránkórház felé                                             |
| végállomás                                   | expresszvonat                 | Kajang (Gayang) Veteránkórház felé                                             |
| AREX                                         |                               |                                                                                |
| Magongnaru Szöul felé                        | AREX vonal                    | Kjejang (Gyeyang) Incshon (Incheon)i repülőtér 2 felé                          |
| Kimpho Goldline                              |                               |                                                                                |
| Kocshon (Gochon) Jangcshon (Yangceon) felé   | Kimpho (Gimpo) Goldline vonal | végállomás                                                                     |